# Нижній Бурлук (Казахстан)
Нижній Бурлуќ (каз. Төменгі бұрлық) — село у складі Айиртауського району Північноказахстанської області Казахстану. Адміністративний центр Нижньобурлуцького сільського округу.
Населення — 585 осіб (2021; 1071 у 2009, 1029 у 1999, 1258 у 1989).
Національний склад станом на 1989 рік:
- росіяни — 71 %.